# 桃観トンネル
桃観トンネル（とうかんトンネル）は、西日本旅客鉄道（JR西日本）の山陰本線餘部駅 - 久谷駅間にある全長1,992 mの鉄道トンネルである。兵庫県美方郡香美町余部と新温泉町久谷を結んでいる。開通当初は山陰本線の中で最も長く、2010年時点でも1933年（昭和8年）に開通した大刈トンネル（須佐駅 - 宇田郷駅間、2214.7 m）に続いて2番目に長い。なお、並行して旧国道178号桃観トンネル、山陰近畿自動車道浜坂道路の新桃観トンネルが通っている。

## 建設の背景
山陰本線のうち米子より東側の区間は、和田山 - 香住間を山陰東線、香住 - 米子間を山陰西線としてそれぞれ建設された。桃観トンネルは、山陰西線の中でも最後に残された、香住 - 浜坂間の工事にともなって建設された。
最後の区間となった香住 - 浜坂間は、山が海に迫る地形で海岸沿いに線路を通すことは不可能であった。この区間にどのように線路を建設するかは関係した技師の間でも論争があり、米子出張所長の石丸重美は現行の案を主張し、福知山出張所長の最上慶二と橋梁技術者の古川晴一は内陸に迂回する案を主張した。石丸の案は、内陸案ではその当時の土木技術では難しい長大トンネルが必要になることを避けて、かつ最短経路を選択したもので、一方最上らの案は建設に困難が予想され、さらに建設後も海からの潮風で保守作業が困難となることが予想される長大鉄橋を回避しようとするものであった。これに対して上層部の判断により、石丸の主張する案を採用することになった。
香住駅の標高は7.0 m、浜坂駅の標高は7.3 mとほぼ同じ高さにあるが、その間で山を越えなければならない。長大トンネルを避けるためには、できるだけ山に登って標高の高いところに短いトンネルを掘って抜ける必要がある。この付近では河川の多くが南側から北の日本海へ向かって流れているので、これらの川筋に沿って山に登ることはできなかった。しかし桃観峠（とうかんとうげ）では、東側に西川が流れ出して余部で海に注ぎ、西側に久斗川が流れ出して浜坂で海に注いでいた。そこで、これらの川筋を利用して桃観峠のできるだけ高い位置に登って、峠の下の標高約80 mの地点に桃観トンネルを建設することになった。
これに伴い、余部に長谷川が形成する長さ300 mあまりの深く広い谷をどうしても横断しなければならなくなり、余部橋梁が建設されることにつながった。
桃観峠は、もともと「この峠を越えれば股の痛み甚だし」とのことで、股（もも）がうずくことから「ももうずき峠」と呼ばれていた。しかし鉄道の建設に当たって、良い名をつけようということで、「もも」から「桃見峠」となり、さらに「桃観峠」という名前が付けられた。

## 建設
1907年（明治40年）8月から10月までの測量作業が実施され、翌1908年（明治41年）3月から工事が始められた。
桃観トンネルは東側が標高80 mほどで、入口からしばらくは水平であるが、すぐに下り15.2 パーミルとなり、西側までその勾配が続く、ほぼ片勾配のトンネルである。そのため、排水の都合などを考えて西側坑口が掘削の主力とされた。西側には32 馬力の空気圧搾機を使った削岩機を導入して工事の能率を上げた。
一方東口は手掘りを中心で工事を進めた。水が出るため、近くの沢で水力発電を行ってその電力でポンプを運転し、排水に努めた。しかし入口から16 チェーン（約320 m）掘り進めたところで、出水量が毎分500 ガロン（約1900 リットル）を超えて排水が困難となり、工事は3ヶ月に渡って中止された。その後、火力発電の応援を得てポンプの排水能力を向上し、工事が再開された。
工事中には、当時の日本の国有鉄道網を管轄する鉄道院の総裁であった後藤新平が、1910年（明治43年）9月12日に余部橋梁とともに視察を行っている。
導坑の貫通は1911年（明治44年）2月11日、竣工は12月となった。その後の余部橋梁の完成を待ち、列車の運行が開始されたのは1912年（明治45年）3月1日となった。建設費は616,451円74銭3厘であった。後藤新平の揮毫により、西口には「萬方惟慶」（萬方これを慶ぶ）、東口には「惟徳罔小」（この徳は少なくない）の篇額が掲げられている。完成時の全長は6,040.122 フィート（約1841 m）であった。工事に際しては犠牲者も多く、久谷駅近くの八幡神社に招魂碑が建てられている。

## 洪水
トンネルが運用を開始した後、1918年（大正7年）9月13～14日に山陰本線沿線で台風による大雨があり、線路に大きな被害を受けて不通となった。桃観トンネル付近では、トンネル東側の入口近くを流れる西川が氾濫を起こした。片勾配であるため、この水が桃観トンネルに流れ込んで出口側にある久谷集落が被害を受けることになった。そのためその後の改修工事でトンネルの東口側が延長されて上り勾配が付けられ、水が再度トンネルに流れ込むことのないように対策された。この工事により、トンネルの全長は1,992 mとなった。

## 旧国道178号桃観トンネル
昭和45年完成　588mの道路トンネルである。浜坂道路の開通により、香美町道余部浜坂線・新温泉町道久谷桃観線となった。なお、2021年9月以降この前後区間は大雨の地下水の浸透による地すべりが起き、2026年末までの予定で通行止めがされている。並行する海岸沿いの林道も落石による通行止めになっており、浜坂道路の通れない歩行者、自転車・原付二種以下は広域迂回や鉄道の利用が必要となる。

## 山陰近畿自動車道 浜坂道路 新桃観トンネル
2158m の自動車専用道路トンネルで、前後に僅かな明かり区間で別のトンネルが続いている。